# Сара Кингдом
Сара Кингдом (енгл. Sara Kingdom) је измишљени лик у британској научнофантастичној телевизијској серији Доктор Ху који је тумачила Џин Марш. Она је службеница за обезбеђење Мавика Чена из 40. века, али касније се придружила Првом Доктору и Стивену да раде против Ченових интереса. Понекад је увршћавана као сапутница Првог Доктора, али званична BBC-јева веб страница Доктор Ху не укључује њу у свој списак сапутника. Њен статус сапутника је коментарисан у водичу за епизоде.
Сара се појавила од четвртог до дванаестог дела дванаестоделног серијала Велики план Далека из 1965. године. Само две епизоде у којима се она појављује и даље постоје у архиви BBC-ја. Њен лик је преузео елементе улоге сапутнице како би заменио лик Катарине која је убијена раније у истој причи.

## Појављивања
Сара је агенткиња за свемирску безбедност и сестра Брета Вајона, још једног агента који је помагао Доктору у покушају да победи Далеке. Постоји импликација да је рођена на Марсовској колонији 16 где је њен брат "одгајан". Мавич Чен, Чувар Сунчевог система (који је био у савезу са Далецима) рекао јој је да је Вајон издајник и да је наредио да убије онога ко ради са њим, она је упуцала свог брата и спремала се да уради исто Доктору и Стивена, али су прешли свемиром на планету Мира. Тамо сазнаје, на свој ужас и тугу, да ју је беспоговорна послушност не само навела да неправедно убије свог брата, већ и да је тиме спречила Вајона да упозори Земљу на заверу Далека. Она се затим придружила Доктору у његовој борби, накратко путујући ТАРДИС-ом на неколико различитих места у простору и времену док су Доктор и Стивен покушавали да врате брод на Кембел у коначан сукоб са Мавиком Ченом и Далецима.
Када је Доктор активирао Уништитељ времена — уређај који убрзава време — као део свог плана да заустави Далеке, наредио је својим сапутницима да се врате у ТАРДИС ради заштите. Међутим, Сара га је пратила не знајући природу његовог плана, али забринута да би могао пропасти. Због тога су и она и Доктор су ухваћени у пољу Уништитеља времена који је убрзано старио све око себе. Док је Доктор као Временски господар успео да издржи најгоре последице – мада је постао још старији – Сара, будући да је човек, није. Док је Стивен беспомоћно посматрао, Сара је остарила (коју је Меј Ворден тумачила у старости) и умрла, а њени остаци су се претворили у прах. Стивен је покушао да спасе своје пријатеље, али је и он накратко погођен и старио пре него што је преокренут Уништитељ времена. Себе и Доктора је успео да подмлади у првобитне године, али Сару није.
Сара је наизменично агресивна, независна и немилосрдна у потрази за исправним и једноуна јер је била заслепљена за веће импликације својих наређења. Сусрет са Доктором то је порменио, а она је своју застрашујућу вештину и интелект претворила у пораз Далека.

### Васкрснуће у аудио драмама
Џин Марш је поновила улогу у низу аудио драма продукције "" у серији Саппутничке хронике смештеној непосредно након божићне епизоде. У Чувару Сунчевог система, откривено је да је ТАРДИС отпутовао у прошлост и да је Сара ненамерно срела Мавика Чена више од годину дана пре догађаја из Великог плана Далека. Сара верује да је њено мешање у овај кратки корак можда натерало Чена да склопи договор са Далецима.
У првој продуцираној драми Кућне истине, Доктор, Стивен и Сара пронашли су кућу у Елију у далекој будућности која је била толико напредна да су њене способности изгледале као чаролија. То је испунило жеље људи. Међутим, није имала савест и случајно је побила њене власнике као одговор на њихове нагонске жеље у тренутку узрујавања. Сара је уградила примерак своје свести у кућу како би јој дала људску перспективу за доношење одлука у будућности, а она је живела са њеним гласом, умом и сећањима више од једног века. Чак и пошто се цивилизација око ње срушила, кућа је живела, тајанствена аномалија за нецивилизоване људе. Многи су се тога плашили, али неки би то истраживали, а Сара би их раскомотила и испунила њихове жеље.
У трећој причи Чувара Сунчевог система откривено је да су се кућа и Сара коначно раздвојиле. Она мења места са човеком по имену Роберт коме је годинама причала приче и испуњавала жеље. У замену Роберту последња жеља даје могућност да уради скоро све, иако захтева жртвовање свог тела. Сара се изненада поново родила у новој варијанти свог изворног тела, додуше нешто старијег и са хиљаду година сећања. Међутим, она нема појма шта се десило са правом Саром пошто је изашла из куће. Ова нова Сара се осећа изгубљено у овом новом свету, па Роберт испуњава њену последњу жељу. ТАРДИС се материјализовао испред ње. Унутар њега, Доктор (подразумева се да је инкарнација другачија од прве) се пита која га је сила одвукла на Земљу.
Сара се такође појављује у аудио снимцима серијала о раним пустоловинама Обичан живот где су Доктор, Стивен и Сара приморани да живе 1965. неколико недеља након оштећења ТАРДИС-а и Сонтаранци где се Доктор, Стивен и Сара сусрећу са Сонтаранцима по први пут у виду напада на колонију астероида о којој је Сара читала у својој прошлости.

### Књижевна појављивања
Сарина прва употреба у материјалу за везивање била је у Далечкој књизи отвореног свемира (корица датира из 1966.), последњем од три Далечка годишњака који садрже кратке приче и стрипове које је дозволио ББЦ између 1963. и 1965. Овде је послата на први ССС задатак да се преваре Далеци да покушају најездју на Барзил тврдећи да постоји велики шав чистог злата. Када су Далеци нападали, поражени су од изненадне силе.
Новелизација Великог плана Далека у две књиге Џона Пила указује да је између седме и осме епизоде серијала прошло неких шест месеци током којих су Сара, Стивен и Доктор путовали заједно и имали друге пустоловине. Пил је рекао да је то било како би се омогућило будућим писцима да развију приче у којима је укључена Сара. Сара се касније појављује у краткој причи под називом Мали бубњар Едија Робсона из књиге "Big Finish"-а Савети: Сапутник. Затим у трилогији аудио драма продукције "Big Finish" у низу Сапутничких хроника. Написао их је Сајмон Герир и у њима се појављује Џин Марш која понавља своју улогу Кингдомове.
Такође се враћа у аудио адаптацији Уништитеља, ненаправљеном сценарију који се, за Кингдомову, дешава пре него што је упознала Доктора.
Илузија Краљевства попут духа, заједно са Катарином и још једним преминулим сапутником Адриком, појављује се у роману Невиних несталих пустоловина Временски црв: Откровење од Пола Корнела. Ова секвенца се одвија углавном у уму Седмог Доктора, показујући да Доктор и даље сноси кривицу за неке смрти.
Род мењача облика позната као Ганазалум опонаша различите пратиоце, мртве и живе, у стрипу часописа Доктор Ху Планета мртвих (ДВМ #141-#142), а међу њима је и Кингдомова. Уопштено говорећи, каноничност различитих огранак медија Доктора је отворена за тумачење.

## Стварање лика
Лик је настао углавном зато што је продукцијска екипа одлучила да лик Катарине, представљен у претходном серијалу Митотворци, неће радити као обичан. Дакле, Сара има неке од атрибута и наративну функцију уобичајеног пратиоца Доктора Хуа. Међутим, званична ББЦ страница као "мит" наводи идеју да је Сара створена као сапутница да замени Катарину. Није било планова да се Сара настави као лик после Великог плана Далека. Сама Маршова је у изјави 2003. за реконструкцију телеснапа Изгубљени рекла да она „дефинитивно не би“ наставила у улози из после Великог плана Далека, чак и да јој је то понуђено.
Дневник продукције који су саставили Дејвид Џеј Хау, Марк Стамерс и Стивен Џејмс Вокер из савремених белешки и дописних белешки да су продуцент Џон Вајлс и уредник сценарија Доналд Тош запослили Сару Кингдом као „краткорочну сапутницу...[да] буде убијена на крају [Великог плана Далека]".
Џин Марш се раније појавила у Доктору Хуу играјући сестру краља Ричарда принцезу Џоан у Крсташком рату. Маршова се вратила у програм у серијалу Бојно поље из 1989. године играјући Морган, случајно са Николасом Кортнијем као бригадиром Летбриџ-Стјуартом, тако да се појавила и у његовој првој и последњој редовној епизоди Доктора Хуа. Кортни је такође играо Брета Вајона у Великом плану Далека. Године 2007. појавила се поред Шестог Доктора и Мел у аудио драми продукције "Big Finish" Жељна звер.

### Предложена употреба наконДоктора Хуа
Према службеној књизи Др. Ху и Далеци, Сару Кингдом је првобитно осмислио Тери Нејшн као споредни лик у предложеном огранку Доктора Хуа произведеном у Америци који би се усредсредиоо на Кингдомову и њене колеге који се боре против Далека. 30-минутни сценарио под називом Уништитељи створен је за могућу пробну епизоду која никада није произведена. Овај пробни сценарио је касније "Big Finish" прилагодио у аудио продукцију.